# Cantó de Niça-12
El cantó de Niça-12 és un cantó francès del departament dels Alps Marítims, situat al districte de Niça. Compta amb part del municipi de Niça.

## Municipis
- Niça (barris de República, Riquier, Mont Boron, Vinagrier, Mont Gròs, Lo Trident, Rocabilhiera i Bòn Viatge)

## Història
| Data d'elecció                           | Identitat              | Partit        | Qualitat |
| ---------------------------------------- | ---------------------- | ------------- | -------- |
| 1979-1985                                | Charles Caressa        | PCF           |          |
| 1985-1998                                | Jean-Claude Pastorelli | Divers droite |          |
| 1998-2009                                | Patrick Allemand       | PS            |          |
| 2009-                                    | Benoît Kandel          | UMP           |          |
| les dades anteriors no són pas conegudes |                        |               |          |
|                                          |                        |               |          |

| 1962 | 1968 | 1975 | 1982 | 1990 | 1999   | 2007   |
| ---- | ---- | ---- | ---- | ---- | ------ | ------ |
| -    | -    | -    | -    | -    | 21.624 | 21.507 |